# Се Юйюань
Се Юйюань ( кит. трад. 謝毓元, упр. 谢毓元, пиньинь Xiè Yùyuán; 19 апреля 1924, Пекин — 27 марта 2021, Шанхай) — китайский химик-фармацевт, академик Китайской академии наук.

## Биография
Се  в 1945 году поступил на химический факультет Университета Цинхуа. После окончания в 1949 году преподавал в университете. В 1951 году его направили на работу в Шанхайский институт органической химии Китайской академии наук. В 1957 году за счет государства был командирован за границу для обучения в АН СССР. Вернулся в Китай в 1961 году и продолжил работу в Шанхайском институте органической химии.

## Научные интересы
Се Юйюань разработал ряд новых лекарств, в течение долгого времени занимался средствами для лечения шистосомоза, а также средств для интоксикации и против отравления металлами.
В последние годы исследовательская группа Се Юйюаня занималась созданием лекарств для борьбы с остеопорозом.

## Премии и награды
- 1982 — Государственная премия в области естественных наук (вторая степень).
- 1991 — академик Китайской академии наук.